# Янченко, Тадеуш
Тадеуш Янченко (пол. Tadeusz Janczenko; род. 9 января 1946, Свебодзин, Любушское воеводство) — польский легкоатлет, специалист по многоборьям. Выступал за сборную Польши по лёгкой атлетике в конце 1960-х — середине 1970-х годов, многократный победитель и призёр первенств национального значения, участник летних Олимпийских игр в Мюнхене.

## Биография
Тадеуш Янченко родился 9 января 1946 года в городе Свебодзин Любушского воеводства.
Занимался лёгкой атлетикой в Быдгоще, проходил подготовку в местном клубе «Завиша Быдгощ».
Впервые заявил о себе на международном уровне в сезоне 1969 года, когда вошёл в состав польской национальной сборной и выступил на чемпионате Европы в Афинах, где с результатом в 6956 (7163) очков занял в десятиборье 13-е место.
В 1971 году на чемпионате Европы в Хельсинки показал 12-й результат, набрав в десятиборье 7439 (7520) очков.
Благодаря череде удачных выступлений удостоился права защищать честь страны на летних Олимпийских играх 1972 года в Мюнхене — набрал в сумме всех дисциплин десятиборья 7861 очко и расположился в итоговом протоколе соревнований на восьмой строке.
После мюнхенской Олимпиады Янченко остался в составе легкоатлетической сборной Польши и продолжил принимать участие в крупнейших международных стартах. Так, в 1973 году на Кубке Европы по легкоатлетическим многоборьям в Бонне он стал седьмым в личном зачёте и помог своим соотечественникам выиграть мужской командный зачёт.
В 1975 году на домашнем Кубке Европы в Быдгоще был восьмым и вторым в личном и командном зачётах соответственно.
В течение своей спортивной карьеры в общей сложности четыре раза становился чемпионом Польши в десятиборье (1969—1972), кроме того, четырежды обновлял национальный рекорд страны данной дисциплине.